# The God That Failed
Pour les articles homonymes, voir The God That Failed (homonymie).
The God That Failed est la dixième piste de l'album de Metallica du même nom, sorti en 1991. Elle ne fut jamais sortie comme single, mais elle fut la première chanson de l'album entendue par le public.

## Signification
Le thème central de la chanson est la foi et comment les hommes croient en un dieu bien qu'il ne parvienne pas à les guérir.
Les paroles et le son de la chanson reflètent l'angoisse de James Hetfield à propos de la mort de sa mère qui mourut d'un cancer, après avoir refusé d'être soignée, car elle préférait se reposer sur sa foi en Dieu pour guérir.